# حادث سقوط طائرة في كازاخستان 2019
حادث سقوط طائرة في كازاخستان، هو حادث تحطم طائرة من نوع فوكر 100 بالقرب من قرية ألميريك في كازاخستان، في ساعات الصباح الأولى من صباح يوم الجمعة 27 ديسمبر 2019، وسقطت الطائرة على إحدى المباني لتصطدم بسياج من الخرسانة، وبلغ عدد الضحايا 14 قتيل وأكثر من 17 جريح في حالة خطرة ونجاة بقية الركاب، واستبعدت السلطات الكازاخية، أن يكون الحادث بسبب عمل إرهابي، مرجحة سبب السقوط إلى خطأ من الطيار أو مشكلة تقنية.

## تفاصيل الرحلة
وفقاً لشهادة شهود عيان أن الطائرة كانت تحلق على ارتفاع منخفض وفقدت التوازن أثناء الإقلاع.
وأشارت المعلومات الأولية التي أفادت بها لجنة الطيران المدني بأن الطائرة المنكوبة تابعة لخطوط بيك إير، وأفاد مطار ألماتي بأن الرحلة Z92100 كانت تنقل 93 مسافرا، فضلا عن طاقم الطائرة المكون من خمسة أفراد، وقال موقع «فلايت رادار24»، الذي يرصد حركة الطيران، إن الطائرة أقلعت في تمام الساعة 01:21 غرينيتش، وإن «آخر إشارة تم تسلّمها كانت في الدقيقة ذاتها».
وكانت الطائرة متجهة إلى العاصمة نور سلطان، لكنها فقدت توازنها عند الإقلاع على ما يبدو واخترقت سياجاً خرسانياً، قبل أن تصطدم بمبنى صغير، بحسب ما أكدت هيئة الطيران المدني في بيان لها، وطوقت السلطات موقع السقوط في قرية ألميريك التي تقع بعد نهاية المدرج مباشرة.
وحسب بيان حكومي إن الطائرة المنكوبة هي من إنتاج عام 1996 وصدرت أحدث رخصة طيران لها في شهر مايو/أيار 2019.

## ردود الفعل

### المحلية
- قال رئيس قازاخستان قاسم جومارت توكاييف على تويتر ”المسؤولون (عن الحادث) سينالون عقابا شديدا وفقا للقانون“، وعبر عن تعازيه للضحايا وأسرهم.
- أمر الرئيس قاسم جومارت توكاييف بإعلان يوم 28 ديسمبر/ كانون الأول يوم للحداد الوطني وكلف رئيس الوزراء عسكر مامين برئاسة لجنة للتحقيق في الحادث.[4]